# Mąkosy Nowe
Mąkosy Nowe (prononciation : [mɔnˈkɔsɨ ˈnɔvɛ]) est un village polonais de la gmina de Jastrzębia dans le powiat de Radom de la voïvodie de Mazovie dans le centre-est de la Pologne.
Il se situe à environ 3 kilomètres au nord-est de Jastrzębia (siège de la gmina), 16 kilomètres au nord-est de Radom (siège de le powiat) et à 81 kilomètres au sud de Varsovie (capitale de la Pologne).

## Histoire
De 1975 à 1998, le village appartenait administrativement à la voïvodie de Radom.